# Микрин, Евгений Анатольевич
Евге́ний Анато́льевич Ми́крин (15 октября 1955, Лебедянь, Липецкая область — 5 мая 2020, Москва) — советский и российский учёный в области механики и процессов управления космическими аппаратами, конструктор ракетно-космической техники. Академик РАН (2011), член Президиума РАН (2017). Генеральный конструктор пилотируемых программ РФ, генеральный конструктор ПАО РКК «Энергия» имени С. П. Королёва.

## Биография

### Ранние годы
Евгений Анатольевич Микрин родился 15 октября 1955 года в городе Лебедянь Липецкой области в семье служащих. В 1973 году Евгений окончил с золотой медалью среднюю школу и в том же году поступил в Московское высшее техническое училище имени Н. Э. Баумана (МВТУ). В 1979 году он окончил МВТУ по специальности «инженер-механик» (а в 1984 году без отрыва от производства — инженерный поток Московского института электронного машиностроения (МИЭМ) по специальности «инженер-математик»). По окончании МВТУ Микрин некоторое время работал по распределению в НПО имени С. А. Лавочкина. С 1981 года в РКК «Энергия» имени С. П. Королёва, где прошёл трудовой путь от инженера до генерального конструктора РКК «Энергия».

### Научная работа
В 1990 году защитил диссертацию на соискание учёной степени кандидата технических наук; в 2001 году — докторскую диссертацию (тема — «Модели и методы проектирования информационно-управляющих систем реального времени долговременных орбитальных станций: На примере МКС „Альфа“»).
Основные научные разработки Микрина сделаны в области механики и процессов управления и включают, в частности:
- исследование управляемого движения космических аппаратов на различных участках их полёта;
- разработку алгоритмов оценки и идентификации параметров адаптивных бортовых моделей космических аппаратов;
- проектирование автоматизированных информационно-управляющих систем реального времени и их программного обеспечения;
- создание методов формализации, моделей, алгоритмов и программ проектирования модульных систем обработки данных реального времени для бортовых комплексов управления космическими аппаратами;
- моделирование динамических систем на базе имитационных моделирующих стендов;
- применение нечёткой логики в системах управления.

25 мая 2006 года Микрин избран членом-корреспондентом Российской академии наук (РАН), а с 22 декабря 2011 года он действительный член РАН (Отделение энергетики, машиностроения, механики и процессов управления), член Президиума РАН. Является заместителем академика-секретаря отделения — руководителем Секции проблем машиностроения и процессов управления, Председателем Комиссии по разработке научного наследия пионеров освоения космического пространства ОЭММПУ РАН, членом Бюро Совета РАН по космосу, членом Совета РАН по исследованиям в области обороны.
Микрин возглавлял научно-технический совет (НТС) ПАО РКК «Энергия» имени С. П. Королёва, был заместителем председателя Государственной комиссии по проведению лётных испытаний пилотируемых космических комплексов, членом коллегии Военно-промышленной комиссии Российской Федерации (ВПК РФ), руководителем секции «Пилотируемые космические системы и комплексы» НТС ВПК РФ, членом президиума НТС Государственной корпорации по космической деятельности «Роскосмос», председателем секции «Проблемы создания и использования пилотируемых космических комплексов» НТС «Роскосмоса», председателем секции «Технические эксперименты и исследования» КНТС «Роскосмос».
Кроме того, Микрин был действительным членом Международной академии астронавтики (IAA), Международной академии навигации и управления движением, Международной ассоциации «Институт инженеров электротехники и электроники» (IEEE), действительным членом — членом президиума Российской академии космонавтики им. К. Э. Циолковского.
Микрин был главным редактором журналов «Космическая техника и технологии», «Сборка в машиностроении, приборостроении» и «Автоматизация. Современные технологии», членом редколлегий ряда научных и научно-производственных журналов: «Известия РАН. Теория и системы управления», «Известия высших учебных заведений. Приборостроение», «Проблемы управления», «Вестник компьютерных и информационных технологий».

### Конструкторская работа
Е. А. Микрин — учёный, конструктор и организатор, внёсший значительный вклад в разработку систем управления пилотируемых и грузовых космических кораблей, многомодульных космических комплексов, автоматических космических аппаратов различного целевого назначения, реализацию уникальных космических проектов.
Во второй половине 1980-х годов Е. А. Микрин участвовал в создании программного обеспечения (ПО) для управления объединённой двигательной установкой космической транспортной системы «Энергия — Буран». Позднее под его руководством и при его непосредственном участии были созданы:
- система управления модулем «Заря» (функционально-грузовой блок МКС, 1998);
- бортовой комплекс управления (БКУ) и ПО для базового блока МКС «Звезда» (2000);
- системы управления модулей российского сегмента (РС) МКС: стыковочного модуля «Пирс» (1995—2002), исследовательских модулей «Поиск» (2007—2009) и «Рассвет» (2007—2010);
- приборы и системы управления для европейского транспортного корабля ATV (2008—2014);
- бортовые и наземные комплексы управления для автоматических космических аппаратов разного назначения (включая спутники связи и спутники для дистанционного зондирования Земли);
- цифровая система управления грузовых кораблей «Прогресс М-01М» (2008) и транспортных кораблей «Союз ТМА-М» (2010);
- информационно-управляющие системы для тренажёров Центров подготовки космонавтов и астронавтов в Звёздном городке (Россия), Хьюстоне (США), Кёльне (Германия) и Тулузе (Франция).

В 2015 году указом президента РФ Микрин назначен генеральным конструктором пилотируемых космических программ России. С этого времени он возглавляет Совет главных конструкторов, руководит работой РС МКС. Под его руководством выполнены проектирование и разработка:
- второго этапа строительства РС МКС (многоцелевого лабораторного модуля, узлового модуля, научно-энергетического модуля);
- перспективной транспортной системы с новым многоразовым пилотируемым кораблем «Федерация», в том числе и для обеспечения межпланетных полетов;
- автоматических космических аппаратов в интересах Министерства обороны РФ, спутника связи для Республики Ангола, спутника дистанционного зондирования Земли для республики Египет;
- комплекса ракет-носителей среднего класса «Союз-5».

Одновременно велась поэтапная модернизация грузовых кораблей «Прогресс МС» и транспортных пилотируемых кораблей «Союз МС», работы по перспективным проектам: российской орбитальной станции, лунной орбитальной станции, ракетно-космическим комплексам сверхтяжелого класса, разгонным блокам и межорбитальным буксирам, элементам инфраструктуры лунной программы.
На протяжении многих лет Е. А. Микрин вёл значительную организационную работу, являясь членом правления ПАО РКК «Энергия» имени С. П. Королёва (в 2007 году он стал первым заместителем Генерального конструктора РКК «Энергия», в 2010 году — главным конструктором бортовых и наземных комплексов управления и систем РКК «Энергия»).

### Подготовка научных кадров
Микрин был одним из создателей научной школы в области управления движением перспективных космических аппаратов, кораблей и станций, насчитывающей более 25 докторов и кандидатов наук.
С 2004 года он был профессором МГТУ имени Н. Э. Баумана. С 2013 года — заведовал кафедрой «Системы автоматического управления» МГТУ им. Н. Э. Баумана и заведующий кафедрой «Аэрофизическая механика и управление движением» МФТИ. Он был также председателем диссертационного совета ПАО РКК «Энергия», членом диссертационных советов МГТУ им. Баумана и МАИ.

### Смерть
Евгений Анатольевич Микрин умер 5 мая 2020 года (по заявлениям пресс-службы Роскосмоса — в Центральной клинической больнице Управления делами Президента РФ, при этом многие СМИ сообщили о том, что он скончался в московской больнице в Коммунарке), он стал одной из многих жертв пандемии коронавируса COVID-19. Похоронен 8 мая на Федеральном военном мемориальном кладбище.

### Семья
Отец, Анатолий Георгиевич Микрин, закончивший энергетический факультет Московского сельскохозяйственного института, работал на Лебедянском инструментальном заводе, позднее — в Электрических сетях начальником производственно-технической службы.
Мать, Вера Яковлевна Микрина, после окончания Московского мясомолочного института работала главным инженером Лебедянского молочного завода, позднее — начальником химической лаборатории.
Евгений Микрин был женат, в семье двое детей.

## Награды и звания
- Медаль ордена «За заслуги перед отечеством» II степени (2001)[6]
- Стипендия Президента России за большой вклад в развитие оборонно-промышленного комплекса Российской Федерации (2004—2005)[источник не указан 3137 дней]
- Премия имени Б. Н. Петрова РАН (2007) — за цикл работ «Модели и методы проектирования информационно-управляющих систем космических аппаратов»[6]
- Премия Правительства РФ в области науки и техники (2009)[6]
- Премия имени К. Э. Циолковского РАН (2014) — за цикл работ «Теоретические основы создания бортовых комплексов управления космических аппаратов различного назначения»[6]
- Почётное звание «Заслуженный деятель науки Российской Федерации» (2010)[9]
- Почётный гражданин города Лебедянь Липецкой области (2019)[5]
- Премия Правительства РФ в области образования (2014)[6]
- Почётный гражданин города Королёва Московской области (2016)[15]
- Премия имени Ф. А. Цандера РАН (совместно с Н. Е. Зубовым, В. Н. Рябченко, за 2017 год) — за книгу «Матричные методы в теории и практике систем автоматического управления летательных аппаратов» (М.: МГТУ, 2016).

### Отдельные издания
- Кульба В. В., Микрин Е. А., Павлов Б. В.  Проектирование информационно-управляющих систем долговременных орбитальных станций. — М.: Наука, 2002. — 344 с. — ISBN 5-02-013197-0.
- Микрин Е. А.  Бортовые комплексы управления космическими аппаратами и проектирование их программного обеспечения. — М.: МГТУ имени Н. Э. Баумана, 2003. — 336 с. — ISBN 5-7038-2178-9.
- Кульба В. В., Микрин Е. А., Павлов Б. В., Платонов В. Н.  Теоретические основы проектирования информационно-управляющих систем космических аппаратов / Под ред. Е. А. Микрина. — М.: Наука, 2006. — 579 с. — ISBN 5-02-035346-9.
- Мониторинг функционирования сложных технических систем в условиях внешних угроз. М., 2010 (соавт.);
- Комплексная обработка программного обеспечения бортового комплекса управления космическими аппаратами. М., 2011 (соавт.).
- Микрин Е. А.  Бортовые комплексы управления космических аппаратов: учебное пособие. — М.: МГТУ имени Н. Э. Баумана, 2014. — 245 с. — ISBN 978-5-7038-3983-6.
- Зубов Н. Е., Микрин Е. А., Рябченко В. Н.  Матричные методы в теории и практике систем автоматического управления летательных аппаратов. — М.: МГТУ имени Н. Э. Баумана, 2016. — 666 с. — ISBN 978-5-7038-4320-8.
- Деменков Н. П., Микрин Е. А.  Управление в технических системах. — М.: МГТУ имени Н. Э. Баумана, 2017. — 456 с. — ISBN 978-5-7038-4661-2.
- Микрин Е. А., Михайлов М.В.  Навигация космических аппаратов по измерениям от глобальных спутниковых навигационных систем. — М.: МГТУ имени Н. Э. Баумана, 2017. — 344 с. — ISBN 978-5-7038-4777-0.
- Микрин Е. А., Михайлов М.В.  Ориентация, выведение, сближение и спуск космических аппаратов по измерениям от глобальных спутниковых навигационных систем. — М.: МГТУ имени Н. Э. Баумана, 2017. — 360 с. — ISBN 978-5-7038-4778-7.

### Некоторые статьи
- Легостаев В. П., Микрин Е. А., Орловский И. В., Борисенко Ю. Н., Платонов В. Н., Евдокимов С. Н.  Создание и развитие систем управления движением транспортных космических кораблей «Союз» и «Прогресс»: опыт эксплуатации, планируемая модернизация // Труды МФТИ. — 2009. — Т. 1, № 3. — С. 4—13.
- Микрин Е. А., Орловский И. В., Евдокимов С. Н., Комарова Л.И.  Алгоритмы управления траекторией спуска с орбиты искусственного спутника Земли спускаемого аппарата серии «Союз-ТМА» // Вестник компьютерных и информационных технологий. — 2010. — С. 10—15.
- Евдокимов С. Н., Климанов С. И., Комарова Л. И., Микрин Е. А.  Управление угловым движением спускаемого аппарата типа «Союз» при возвращении с орбиты спутника Земли // Известия РАН. Теория и системы управления. — 2011. — № 5. — С. 143—152.
- Евдокимов С. Н., Климанов С. И., Корчагин А. Н., Микрин Е. А., Сихарулидзе Ю. Г.  Терминальный алгоритм управления продольным движением спускаемого аппарата с ограничением перегрузки // Известия РАН. Теория и системы управления. — 2012. — № 5. — С. 102—118.
- Легостаев В. П., Микрин Е. А.  История создания систем управления космических аппаратов // Автоматика и телемеханика. — 2013. — № 3. — С. 15—37.
- Зубов Н. Е., Лапин А. В., Микрин Е. А.  Стабилизация орбитальной ориентации космического аппарата // Космическая техника и технологии. — 2013. — № 3. — С. 74—81.
- Евдокимов С.Н., Климанов С.И., Корчагин А.Н., Микрин Е.А., Сихарулидзе Ю.Г.  Концепция терминального алгоритма управления спуском при входе аппарата в атмосферу Земли с околопараболической скоростью // Известия РАН. Теория и системы управления. — 2014. — № 2. — С. 122—129.
- Евдокимов С.Н., Климанов С.И., Корчагин А.Н., Микрин Е.А., Сихарулидзе Ю.Г.  Построение области достижимости с учетом полного движения спускаемого аппарата при входе в атмосферу с околокруговой скоростью // Известия РАН. Теория и системы управления. — 2014. — № 1. — С. 144—155.
- Евдокимов С.Н., Климанов С.И., Корчагин А.Н., Микрин Е.А., Сихарулидзе Ю.Г., Тучин А.Г., Тучин Д.А.  Обеспечение посадки спускаемого аппарата на космодром "Восточный" после возвращения от Луны // Известия РАН. Теория и системы управления. — 2014. — № 6. — С. 136—152.
- Микрин Е.А., Орловский И.В., Брагазин А.Ф., Усков А.В.  Новые возможности автономной системы управления модернизированных кораблей «Союз» и «Прогресс» для реализации «быстрой» встречи с МКС // Космическая техника и технологии. — 2015. — № 4(11). — С. 58—67.
- Зубов Н.Е., Микрин Е.А., Мисриханов М.Ш., Рябченко В.Н.  Управление конечными собственными значениями дескрипторной системы // Доклады Академии наук. — 2015. — Т. 460, № 4. — С. 381—384.
- Зубов Н.Е., Микрин Е.А., Мисриханов М.Ш., Рябченко В.Н.  Условия инвариантности динамической системы на основе регуляризации // Доклады Академии наук. — 2015. — Т. 465, № 1. — С. 20—22.
- Микрин Е.А., Сомов С.К.  Оптимизация резервирования информации в распределенных системах обработки данных реального времени // Проблемы управления. — 2016. — № 6. — С. 47—52.
- Зубов Н.Е., Микрин Е.А., Мисриханов М.Ш., Рябченко В.Н.  Управление по выходу спектром дескрипторной динамической системы // Доклады Академии наук. — 2016. — Т. 468, № 2. — С. 134—136.
- Зубов Н.Е., Микрин Е.А., Олейник А.С., Рябченко В.Н.  Терминальное управление траекторным и вращательным движением активного космического аппарата при сближении с пассивным космическим аппаратом // Известия РАН. Теория и системы управления. — 2016. — № 3. — С. 107—117.
- Микрин Е.А.  Перспективы развития отечественной пилотируемой космонавтики (к 110-летию со дня рождения С.П. Королёва) // Космическая техника и технологии. — 2017. — № 1(16). — С. 5—11.
- Деменков Н.П., Микрин Е.А., Мочалов И.А.  Нечеткое преобразование Лапласа в задачах нечеткого математического моделирования. Часть 1 // Информационные технологии. — 2017. — Т. 23, № 4. — С. 251—258.
- Деменков Н.П., Микрин Е.А., Мочалов И.А.  Нечеткое преобразование Лапласа в задачах нечеткого математического моделирования. Часть 2 // Информационные технологии. — 2017. — Т. 23, № 5. — С. 362—369.
- Евдокимов С.Н., Климанов С.И., Корчагин А.Н., Микрин Е.А., Сихарулидзе Ю.Г., Тучин А.Г.  Алгоритмы управления угловым движением спускаемого аппарата при возвращении от Луны // Известия РАН. Теория и системы управления. — 2017. — № 3. — С. 148—156.
- Евдокимов С.Н., Климанов С.И., Корчагин А.Н., Микрин Е.А., Сихарулидзе Ю.Г., Тучин А.Г.  Построение начальной области схода с орбиты для посадки в заданном месте // Известия РАН. Теория и системы управления. — 2017. — № 2. — С. 133—143.
- Зубов Н.Е., Зыбин Е.Ю., Микрин Е.А., Мисриханов М.Ш., Рябченко В.Н.  Общие аналитические формы решения уравнений Сильвестра и Ляпунова для непрерывных и дискретных динамических систем // Известия РАН. Теория и системы управления. — 2017. — № 1. — С. 3—20.
- Микрин Е.А., Сомов С.К.  Анализ методов оперативного резервирования информации в вычислительных сетях // Проблемы управления. — 2017. — № 4. — С. 45—53.
- Микрин Е.А., Тимаков С.Н., Сумароков А.В., Богданов К.А., Жирнов А.В., Зыков А.В.  Опыт и перспективы создания бортовых алгоритмов управления движением космических аппаратов // Вестник Российского фонда фундаментальных исследований. — 2017. — № 3(95). — С. 23—45.

## Книги об учёном
- Научно-организационная деятельность академика Е. А. Микрина в Институте проблем управления РАН / В. В. Кульба, Б. В. Павлов; ФГБУН Институт проблем управления им. В. А. Трапезникова Российской академии наук. — Москва : ИПУ РАН, 2020. — 51 с.; ISBN 978-5-91450-250-5 : 200 экз.